# John Patrick Farrelly

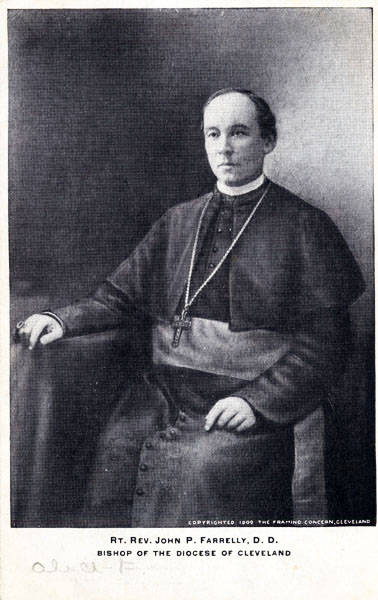
John Patrick Farrelly

John Patrick Farrelly (* 15. März 1856 in Memphis, Tennessee; † 12. Februar 1921 in Knoxville) war ein US-amerikanischer Geistlicher und römisch-katholischer Bischof von Cleveland.

## Leben
John Patrick Farrelly besuchte das St. Mary’s College. Anschließend studierte er Philosophie und Katholische Theologie an der Georgetown University in Washington, D.C. und ab 1873 an den Facultés universitaires Notre-Dame de la Paix in Namur. Später wurde Farrelly in Rom zum Doktor der Theologie promoviert. Während seiner Studienzeit in Rom war er Alumne des Päpstlichen Nordamerika-Kollegs. Am 22. März 1880 empfing Farrelly durch den Kardinalvikar des Bistums Rom, Raffaele Monaco La Valletta, das Sakrament der Priesterweihe für das Bistum Nashville.
Farrelly bereiste zunächst Ägypten und das Heilige Land, bevor er 1882 in seine Heimat zurückkehrte. Dort wirkte er als Kurat und später als Pfarrer der Cathedral of the Incarnation in Nashville. 1883 wurde John Patrick Farrelly zusätzlich Diözesankanzler des Bistums Nashville. Ab September 1887 war er Sekretär der US-amerikanischen Bischöfe in Rom und ab 1893 zudem Spiritual am Päpstlichen Nordamerika-Kolleg.
Am 18. März 1909 ernannte ihn Papst Pius X. zum Bischof von Cleveland. Der Präfekt der Kongregation De Propaganda Fide, Girolamo Maria Kardinal Gotti OCD, spendete ihm am 1. Mai desselben Jahres die Bischofsweihe; Mitkonsekratoren waren der Bischof von Little Rock, John Baptist Morris, und der Rektor des Päpstlichen Nordamerika-Kollegs, Bischof Thomas Francis Kennedy. Sein Wahlspruch Opere et veritate („Tat und Wahrheit“) stammt aus 1 Joh 3,18 . Die Amtseinführung erfolgte am 13. Juni 1909.
Sein Grab befindet sich in der Krypta der Kathedrale St. John the Evangelist in Cleveland.